# Joseph von Zerboni di Sposetti

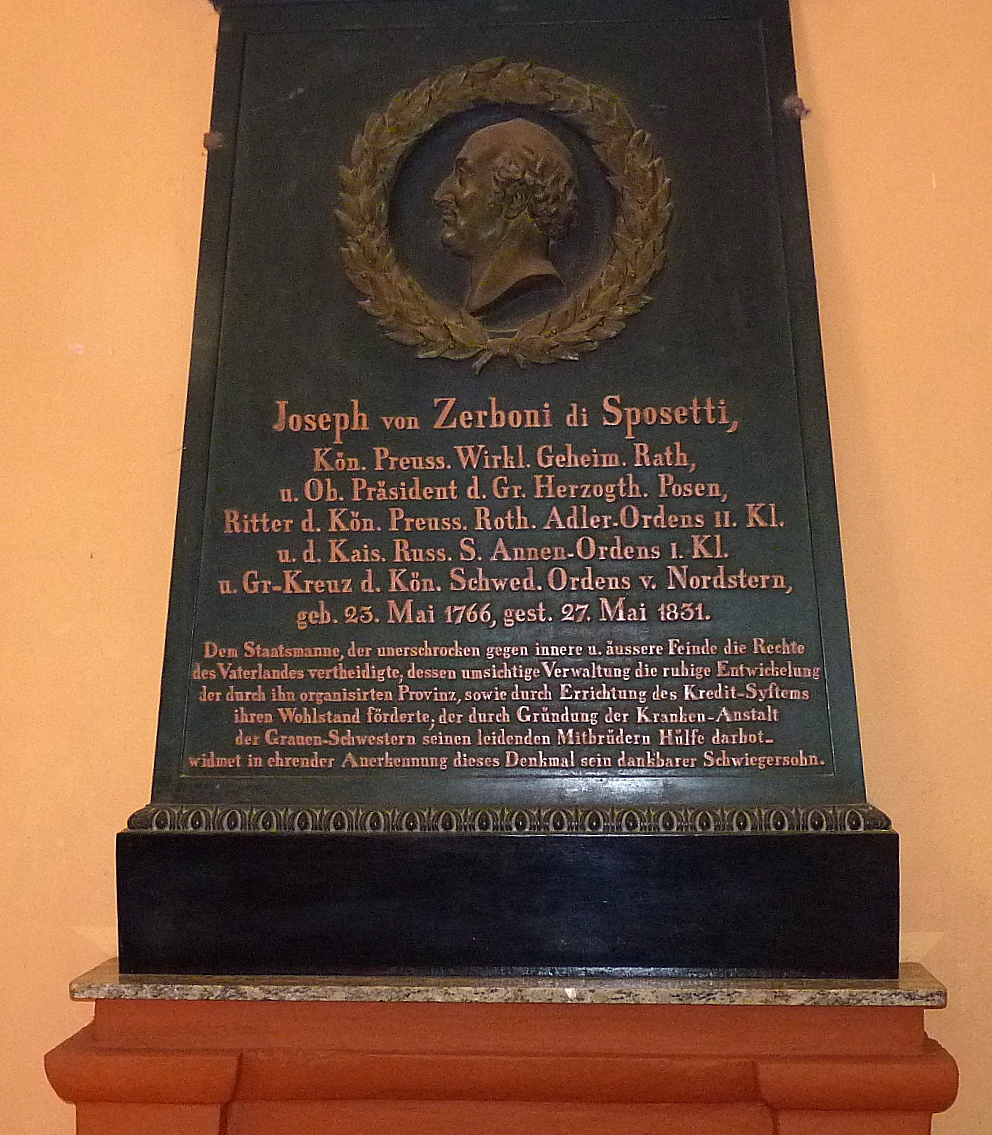
Epitafium w kościele św. Piotra i Pawła w Łeknie

Joseph Johann Baptist Andreas von Zerboni di Sposetti (ur. 23 maja 1766 we Wrocławiu, zm. 27 maja 1831 w Rąbczynie) – pruski urzędnik państwowy, publicysta, poeta oraz aktywny wolnomularz.

## Życiorys
Józef Zerboni, najstarszy syn zamożnego kupca we Wrocławiu, z jednego ze znanych rodów pochodzących z Italii. Uczęszczał do jezuickiego gimnazjum we Wrocławiu, następnie studiował prawo na uniwersytecie w Halle. W wieku 21 lat (w 1787 r.) wstąpił do pruskiej służby państwowej i został początkowo auscultatorem, a następnie asesorem w izbie administracji państwowej w Głogowie, gdzie w roku 1792 opublikował tom poezji ukazujący jego uczuciowy talent i fantazję, jak również wrażliwość na idee rewolucji francuskiej.
W Głogowie Zerboni przyłączył się do wolnomularzy. Wraz z przyjaciółmi, wśród których byli asesor Ernst Karl Wilhelm von Reibnitz (w 1785 Zerboni ożenił się z jego siostrą), radca urzędu celnego prawnik Hans von Held i porucznik August Wilhelm von Leipziger, usiłował stworzyć zakonspirowany związek w łonie struktur wolnomularskich, który miałby kontynuować idee zakazanego od 1785 r. zakonu iluminatów, to znaczy szerzyć oświatę i propagować idee oświeceniowe. Przewodniczącym związku miał być Ignaz Aurelius Feßler (1756–1839), były profesor na uniwersytecie we Lwowie, który ze względu na antyjezuicką publikację musiał w 1787 r. nagle wyjechać i udał się do Wrocławia, gdzie znalazł schronienie u księcia Johanna Carla zu Schönaich-Carolath (1716–1791) na jego zamku w Siedlisku nad Odrą w pobliżu Głogowa. Po pewnym czasie Feßler objął kierownictwo związku określanego jako Evergeten, czyli Dobroczyńcy (niem. Evergetenbund). Feßler reprezentował stanowisko ugodowe, nie chcąc angażować się w działalność polityczną, w przeciwieństwie do Zerboniego i jego szkolnego kolegi Christiana Salice-Contessy, dążących do rozpętania rewolucji w Prusach.
Prusy po II rozbiorze Polski uzyskały nowe terytoria, nazwane Prusy Południowe, gdzie w 1793 r. Zerboni otrzymał nowe stanowisko w „izbie wojenno-ekonomicznej”' administracji państwowej w Piotrkowie Trybunalskim, co miało fatalne skutki dla jego dalszej kariery urzędniczej.
Początkowo awansował w 1794 r. na stanowisko radcy prawnego tamże. W następnym roku Józef Zerboni ze swym rewolucyjnie nastawionym młodszym bratem Karolem (niem. Carl), porucznikiem von Leipzigerem i kolegą szkolnym K. J. Salice-Contessą, działając wspólnie i w porozumieniu w sposób zorganizowany usiłował zwalczać korupcję i inne nadużycia w administracji państwa pruskiego, w związku z tym publikował w prasie krytyczne artykuły, co jednak nie przyczyniło się do poprawy sytuacji. Rozjątrzony tym Zerboni w dniu 12 października 1796 r. opublikował w gazetach wybitnie napastliwy i obelżywy list otwarty do ministra pruskiego hrabiego von Hoyma, ministra Śląska i Prus Południowych, co przysporzyło mu popularności jako bojownikowi zwalczającego nadużycia urzędników państwowych.
Takie zuchwalstwo zmusiło władze państwowe do podjęcia działań, w wyniku których król Fryderyk Wilhelm II polecił uwięzić Zerboniego w twierdzy Kłodzko, potem twierdzy Spandau, oraz wszcząć dalsze dochodzenie i przeprowadzić konfiskatę wszelkich papierów. Przeprowadzono rewizje, co doprowadziło do ujawnienia spiskowców w Piotrkowie oraz związku Evergeten i prześladowania jego członków jako pruskich jakobinów. Kapitana von Leipzigera skazano na dożywotnie więzienie w twierdzy, a pozostali, wśród nich Zerboni, otrzymali kary więzienia, z terminem „według uznania króla” (niem. auf Gnade des Königs). Zerboni został przeniesiony do twierdzy Magdeburg, gdzie warunki pobytu były ciężkie, a dla skazanego nadzwyczaj uciążliwe. Opinia publiczna była po jego stronie, zwłaszcza że uwięziony został bez przeprowadzenia rozprawy sądowej, jedynie na podstawie królewskiego rozkazu.
Po śmierci króla Prus w 1797 r. Carl Zerboni i Salice-Contessa, w ramach zwyczajowej amnestii związanej ze wstąpieniem na tron następnego króla Prus zostali zwolnieni, uwięzionemu nadal von Leipzigerowi obiecano w terminie późniejszym ułaskawienie, a Joseph Zerboni został postawiony przed sądem, uznany winnym działalności antypaństwowej i skazany. W roku 1798 został zwolniony z więzienia, jednak jego usunięcie ze służby państwowej sąd uznał za prawomocne.
W latach 1802–1806 Zerboni po nabyciu znacznej posiadłości ziemskiej na terenie Księstwa Poznańskiego zajął się gospodarką rolną i dzięki wytężonej pracy doprowadził swe gospodarstwo do rozkwitu. Po klęsce Prus w bitwie pod Jeną Polacy w Poznańskiem podjęli walkę przeciwko Prusakom, sąsiedzi namawiali Zerboniego, ażeby się do nich przyłączył. On jednak odmówił, uzasadniając to przysięgą złożoną na wierność królowi Prus. Takie zachowanie zostało zapamiętane i już w 1810 r. Zerboni został przywrócony do służby państwowej jako rzeczywisty tajny radca, jednak bez prawa używania tytułu ekcelencja, co bardzo go dotknęło.
Na kongresie wiedeńskim przyznano Prusom Wielkopolskę, określaną jako Wielkie Księstwo Poznańskie. Król Prus Fryderyk Wilhelm III mianował Zerboniego w 1815 r. naczelnym prezesem tej prowincji, gdzie uczynił wiele dla usprawnienia administracji. Na tym stanowisku pozostał do 1824 r., następnie przebywał w swym majątku Rąbczyn pod Wągrowcem w Wielkim Księstwie Poznańskim, gdzie zmarł w wieku 65 lat i został pochowany.

## Twórczość
- Eunomia (poetische Blumenlese von ihm u. andern schlesischen Dichtern), Breslau 1792, 1793 (zbiór poezji, również innych śląskich autorów);
- Über das Bildungsgeschäft in Südpreußen, Jena 1800 (Propozycja reformy szkolnej);
- Über meine Schicksale, Gefangenschaft etc., 1801 (Los mego życia, uwięzienie...).